# Шатијон су ле Кот
Шатијон су ле Кот (фр. Châtillon-sous-les-Côtes) насеље је и општина у североисточној Француској у региону Лорена, у департману Меза која припада префектури Верден.
По подацима из 2011. године у општини је живело 166 становника, а густина насељености је износила 15,54 становника/km². Општина се простире на површини од 10,68 km². Налази се на средњој надморској висини од 245 метара (максималној 381 m, а минималној 224 m).

## Демографија
| 1962. | 1968. | 1975. | 1982. | 1990. | 1999. | 2011. |
| ----- | ----- | ----- | ----- | ----- | ----- | ----- |
| 115   | 128   | 121   | 114   | 124   | 117   | 166   |

График промене броја становника у току последњих година